# いたち川 (富山市)
いたち川（いたちがわ）は、富山県富山市を流れる延長約12kmの河川。常願寺川と神通川という富山の2大河川を結ぶ川である。平成の名水百選に選定。

## 地理
常願寺川から取水する「常西合口用水」を経て、富山県富山市西番付近で分流し北西に流れる。しばらくは田園地帯の中を流れるが、周囲の風景は次第に住宅地へと変化し、富山市の中心部へと流れていく。富山市北部にある工業地帯の脇を流れ、富山市興人町で神通川に合流する。
富山駅北の牛島閘門で富岩運河環水公園と結ばれている。

## 流域の自治体
富山県
富山市

## 主な支流
- 筏川
- 松川 (富山市)
- 赤江川

## 主な分流
- 奥田用水

## 歴史
以前は常願寺川から分流していたが、1891年（明治24年）の用水合口事業実施の結果、いたち川は常西合口用水から取水する形となった。
かつては富山市中心部（現在の今木橋下流)で神通川と合流していたが、神通川が大きく蛇行するこの付近では水害が多かった。ヨハニス・デ・レーケの案によって1901年（明治34年）から1903年（明治36年）にかけて行われた神通川の馳越工事により、神通川は市街地西側の流路に徐々に変わっていった。1914年（大正3年）の洪水により馳越線が本流となり、旧流路にはほとんど水が流れなくなった。これにより生じた廃川地は昭和初期に富岩運河を掘削した土砂で埋め立てられた。現在川幅を狭めて残った神通川の旧流路は、それまでのいたち川との合流点を境に下流をいたち川に編入し、上流は松川となった。
角川源義は富山連隊にいた1945年（昭和20年）8月1日深夜に富山大空襲に遭ったとき、いたち川の川縁で蛍の大群に出会い驚嘆したという。

## 自然

### 植物
大泉町のいたち川橋から松川合流点の間は流速が遅くなり川底が安定するためバイカモ、オランダガラシ、セリが自生している。最上流部ではコンクリートの岸壁に付着する形でアシツキが自生する

## 周辺
- 浮田家住宅 重要文化財
- 刀尾神社
- 水神社
- 願海寺
- 石倉町延命地蔵尊
- いたち川公園
- 牛島閘門
- 富岩運河環水公園

## 文化作品
芥川賞を受賞した宮本輝の小説『螢川』の舞台となっている。1987年（昭和62年）に映画化。